# Иканско-карабулакский диалект
Ика́нско-карабула́кский диалект (северноузбе́кский) (узб. Iqon-qorabuloq shevasi) — группа говоров узбекского языка, традиционно включающаяся в состав огузского наречия узбекского языка. Описана в работах Е. Д. Поливанова.

## Классификация
По классификации Е. Д. Поливанова иканско-карабулакская группа говоров считается североогузским диалектом в составе огузского наречия узбекского языка. В составе данного диалекта, помимо говоров Икана, Карабулака и окрестных сёл, выделен в качестве отдельного подтипа говор посёлка Багдад в Фарышском районе Джизакской области.
Согласно второй классификации А. К. Боровкова, говоры Икана и Карабулака наряду с говором Манкента включены в группу отдельных говоров, не имеющих генетической связи с тремя основными наречиями узбекского языка.
В классификации В. В. Решетова иканско-карабулакские говоры включены в состав североузбекского диалекта карлукско-чигильско-уйгурского наречия узбекского языка.
В современной тюркологии иканско-карабулакский диалект наряду с карамуртским диалектом включается в южноказахстанскую диалектную зону огузского наречия узбекского языка.

## Сведения
В иканско-карабулакском языке как огузском сохраняются роднящие с хорезмским и туркменским признаки противопоставления долгих и кратких гласных и озвончения согласных после долгих. В то же время в этом идиоме оглушаются начальные звонкие и наиболее последовательно сохраняются конечные гуттуральные, что, видимо, указывает на давнее обособление от огузского диалектного континуума (в еще более рано обособившемся саларском гуттуральные, однако, обычно не сохраняются):
- tīrik/tīri 'живой' вместо dīri;
- kel 'приходи' вместо gel;
- āʤıq 'горький (о чае)'.